# Danou (Mali)
Pour les articles homonymes, voir Danou.
Danou est une commune rurale du Mali de l'arrondissement de Faragouaran, dans le cercle de Bougouni et la région de Bougouni, elle a pour chef-lieu la localité de Torakoro.

## Villages
La commune s'étend sur 11 localités relevées lors du recensement général de 2009. 
Les villages les plus peuplés sont :
- Torakoro (4 100 habitants) ;
- Babougou (1 937 habitants) ;
- Galamina (1 377 habitants).

## Économie
La mine de lithium de Goulamina (Galamina) inaugurée officiellement le 15 décembre 2024, s'étend sur 1 750 ha , elle est exploitée l'entrepise Lithium du Mali, filiale de la société chinoise Ganfeng.

## Lien
- Plan de sécurité alimentaire - Commune rurale de Danou - 2006-2010, Reliefweb.